# بيتر هيلز
بيتر هيلز (3 ديسمبر 1958 في نيوزيلندا - ) (بالإنجليزية: Peter Hills)‏ هو لاعب كريكت نيوزلندي.

## وصلات خارجية
- بيتر هيلز على موقع إي آس بي آن كريك إنفو (الإنجليزية)